# Bruine schaatsenrijder
De bruine schaatsenrijder (Gerris thoracicus) is een wants uit de familie van de Gerridae (Schaatsenrijders). De soort werd het eerst wetenschappelijk beschreven door Theodor Emil Schummel in 1832.

## Uiterlijk
De tamelijk langwerpige schaatsenrijder is meestal macropteer, de zomergeneratie soms submacropteer en kan 9 tot 12 mm lang worden. De wants is zwartbruin aan de bovenkant en is bedekt met koperkleurige haartjes, wat een kaneelkleurige uiterlijk oplevert. Het achterlichaam heeft een gele buitenrand (connexivum). Het halsschild heeft aan de achterkant een gele vlek en aan de voorkant en langs de zijrand een korte gele streep over het midden. De geelbruine pootjes hebben op de buitenkant van de voordijen en schenen een zwarte brede langwerpige vlek of streep en aan de binnenkant een smallere. Van de gele antennes is het vierde segment soms donkerder. De soorten uit het geslacht Gerris lijken vaak sterk op de bruine schaatsenrijder en op elkaar, bij de meeste van deze soorten ontbreekt echter de korte gele vlek en middenlijn op het halsschild. De wants kan verder verward worden met de rossige schaatsenrijder (Gerris lateralis), die heeft echter een okergele middenlijn over het halsschild en roestbruine antennes waarvan het derde segment gedeeltelijk en het vierde geheel zwart gekleurd zijn.

## Leefwijze
De soort doorstaat de winter als volgroeide wants en de soort kent één enkele generatie per jaar. In gunstige omstandigheden soms twee. De imagines worden van februari tot oktober aangetroffen in diverse soorten langzaam stromende of stilstaande wateren zonder al te veel begroeiing en oevervegetatie. De wants leeft aan de oppervlakte van het water. Ze kunnen over het wateroppervlak lopen en ze jagen op kleine insecten, die vlak onder het wateroppervlak leven, bijvoorbeeld muggenlarven, maar vooral van insecten, die in het water zijn gevallen.

## Leefgebied
De soort is in Nederland algemeen en komt verder voor in Europa, Noord-Afrika en een groot deel van Azië